# Ashlei Nemer
Ashlei de Menezes Tanios Nemer (ur. 26 listopada 1980) – brazylijski siatkarz, grający na pozycji przyjmującego. 

## Sukcesy klubowe
Puchar Niemiec:
- 2006

Mistrzostwo Niemiec:
- 2006

Puchar Rumunii:
- 2007, 2008, 2009

Mistrzostwo Rumunii:
- 2007, 2008, 2009

Puchar Challenge:
- 2009

Klubowe Mistrzostwa Świata:
- 2011

Wicemistrzostwo Białorusi:
- 2013

Mistrzostwo Libanu:
- 2018, 2019

## Nagrody indywidualne
- 2009: Najlepszy punktujący turnieju finałowego Pucharu Challenge